# エイリアンVSプレデター (コミック)
『エイリアンVSプレデター』（エイリアン バーサス プレデター、Aliens vs. Predator）は、架空の宇宙生物、エイリアンとプレデターが登場するコミックシリーズである。エイリアンとプレデターの戦いを主題とした作品は多数存在するが、本稿では最初に出版されたコミックについて記述する。1990年にアメリカ合衆国でダークホースコミックス社から出版され、日本では翻訳版が1994年にビクターエンタテインメント株式会社から出版されている。
2018年9月にフェーズシックス出版から、序章と後日談を追加収録した「エイリアンvsプレデター ブラッドタイム」として日本語翻訳版が復刊された。

## あらすじ
地球企業チグサ商事が所有する植民惑星リュシには、食肉用家畜「リンス」を飼育するための農場「プロスペリティー・ウェルズ」が作られていた。新責任者として派遣された日系女性マチコは、植民者との人間関係で悩みを抱えていた。前責任者であるヒロキはマチコにアドバイスを与え、マチコはそれを元に彼らとの関係を改善しようとする。そんな折、宇宙から謎の物体が飛来する。それはプレデターが、狩りの獲物とするためのエイリアンを放すために送った宇宙船だった。
宇宙船から現れたロボットは人知れずエイリアンのエッグチェンバーを配置していき、エッグチェンバーから生まれたフェイスハガーは家畜達に寄生を開始した。農場主の一人、エイクランドはフェイスハガーの死骸と、それに接触したと思われるリンスの様子がおかしいのを発見するが、トラブルになるのを恐れ、ドクター・レヴナにフェイスハガーの発見場所について嘘の報告をする。
レヴナは他に何か無いか探すため、本来フェイスハガーが発見された場所とは違うアイワ峡谷へと赴いてしまう。そこにはプレデターの宇宙船が着陸しており、レヴナはプレデターたちの攻撃を受ける。レヴナはバイクで逃走を図るが、一体のプレデターに衝突し、バランスを崩してプレデターの宇宙船に激突、宇宙船は爆発してしまった。
一方、成長したエイリアン達は、貨物宇宙船レクター号に進入し、エイリアン・クイーンを中心にそこを巣にする。それを知らずにレクターに乗り込んだパイロットのトムとコノーヴァーはエイリアンに捕まってしまう。
植民者たちは行方不明になったレヴナを探すが、アイワ峡谷で宇宙船の残骸と、バイクの衝突で傷を負って倒れているプレデターを発見する。ひとまずプレデターを医務室へと運び込み拘束するが、その間に他のプレデターたちは植民者の一家を襲撃する。その事件から、プロスペリティー・ウェルズに侵略者が現れたことが明らかになり、植民者達は防御のために結束する。しかし、エイリアンもプレデターも既にプロスペリティー・ウェルズに入り込んでおり、レクターへ様子を見に行ったマチコはエイリアンの群れに襲われる。絶体絶命となったとき、一人のプレデターがその場に介入してエイリアンと戦い始める。
プレデターはエイリアンを数体しとめたものの、やがて敗北し、その間にマチコは逃げおおせる。別のプレデター達はプロスペリティー・ウェルズを襲撃し、ヒロキが犠牲となる。マチコは復讐のために銃を取り、自ら戦いへと赴く。医務室をプレデターが襲撃し、医師のミリアムを殺そうとするが、傷を負って運び込まれていたプレデターが助けに入り、彼女を救う。マチコはプレデターを危険視するが、命を救われたミリアムはそのプレデターが味方だと信じる。そのプレデターと襲撃してきたプレデターが戦っている間に、マチコはヘリに乗り、リンスの群れを追い立てて暴走させる。
暴走したリンスの群れは、戦うエイリアンとプレデター達すべてを蹴散らしていく。そんな中、ミリアムは自分の命を救ったプレデターがエイリアン達に追い詰められているのを発見する。マチコはミリアムの願いを聞き入れてそのプレデターをヘリで救うが、エイリアンの攻撃によりヘリは墜落してしまう。
ヘリから脱出したマチコとプレデターは、レクターから何とか脱出したトムとコノーヴァーと出会う。そこにリンスの暴走でも全滅していなかったエイリアン達が現れるが、仲間となったプレデターは熟練の腕前であり、エイリアン達を難なく撃退する。一向はエイリアン達を一掃するためのプランを考えるが、トムもコノーヴァーも既にエイリアンに寄生されており、トムはチェストバスターの出現により死亡してしまう。コノーヴァーはエイリアンを一掃するためのプランをマチコに伝えると、チェストバスターが出る前にマチコの手によって命を絶った。
マチコとプレデターはプランを実行するため、エイリアンの巣となったレクターへと突撃する。

## 主な登場人物
マチコ・ノグチ
プロスペリティー・ウェルズの新責任者として派遣された日系女性。エリートとしてのプライドが高く、それが原因で植民者達との人間関係がうまくいっていなかった。ヒロキからのアドバイスを元に植民者達との関係を改善しようとするも、エイリアンとプレデターの攻撃という思わぬ災厄と出会ってしまう。プレデターにヒロキが殺されたことをきっかけに武器を取り戦いへと赴く。
劇中では拳銃でエイリアンを数体射殺している他、光学迷彩を使っているプレデターの攻撃をかわすなど体術にも長けている。
ヒロキ・シムラ
プロスペリティー・ウェルズの開拓先行隊の責任者。マチコにアドバイスを与える。
有能なリーダーで、植民者達からも信頼されている。
植民者達を守るためにプレデター達と戦い死亡。
キーサー・レヴナ
プロスペリティー・ウェルズの医師兼科学者。
フェイスハガーの死骸を研究し、その報告書を地球に送る。
調査のために赴いたアイワ峡谷でプレデター達と遭遇し、逃げ損ねてプレデターの宇宙船もろとも爆死。
ミリアム・レヴナ
キーサーの夫人。運び込まれたプレデターを手当てする。
後に別のプレデターに襲われるが、自分が治療したプレデターに救われ、彼が味方だと信じる。
エイクランド
大農場主の一人。マチコの事を快く思っていない。
自分の利益を守るためにキーサーに嘘の報告をし、それが原因で彼が死亡する原因を作ってしまう。
牙折れ
プレデターの一人。キーサーのバイクにはねられて負傷し、仲間に置き去りにされていたところを人間に助けられる。
その後ミリアムの治療によって回復し、人間に味方してエイリアンや他のプレデター達と戦う。
左下外顎の牙が欠損しており、マチコから牙折れと呼ばれている。
かなり経験を積んだ個体のようで、エイリアンや同種のプレデターを圧倒する戦闘能力を見せる。

## エイリアン
プレデターが狩りに使用するために繁殖させている宇宙生物。獲物として管理されてはいるが、その能力はプレデターにとっても十分な脅威である。特にエイリアン・クイーンは高い知能と身体能力を持っており、時にプレデターの予想を超える行動を見せる。
本作に登場するエイリアンは映画『エイリアン2』に登場したウォーリアーと呼ばれるタイプのものであるが、細部が微妙に異なる（この時点ではエイリアンシリーズは2が最新作である）。エイリアンは宿主の特徴を受け継ぐ性質を持つが、その設定が登場したのは後年の『エイリアン3』であり、本作に登場するエイリアン達はどの生物に寄生しても同じ形質を持っている。また、3に先立ってクイーン・フェイスハガーが登場している（デザインは異なる）。

## プレデター
狩猟を種族的な文化とする宇宙人。エイリアン・クイーンを拘束して卵を産ませ、その卵を他の惑星に放つことでエイリアン狩りを行っている。クイーン・フェイスハガーとなる卵は処分している。しかし、エイリアンを放ったリュシに人類がいたことに気づかなかったことと、エイリアン・クイーンが産卵管を使ってクイーン・フェイスハガーの卵を守っていたことで、リュシでエイリアンが大繁殖する予想外の事態に直面する。
本作は映画『プレデター2』よりも早く作られており、そのためプレデター達の設定に若干の違いが見られる。特に顕著なのは凶暴性で、本作のプレデター達は相手が何であろうと（たとえ武器を持たない子供であっても）容赦なく殺戮の対象とする。また、映画『プレデターズ』に先立ってプレデター同士の戦いが描かれている。
武器に関しては、リストブレイドの他はすべてコミックオリジナルのものであり、プラズマキャノンは登場しない。薙刀のような武器や、大型の拳銃のような武器を使用している。